# Beilschmiedia macrocarpa
Beilschmiedia macrocarpa là loài thực vật có hoa trong họ Nguyệt quế. Loài này được A.Chev. ex H.Liu miêu tả khoa học đầu tiên năm 1932.